# Neuróbica

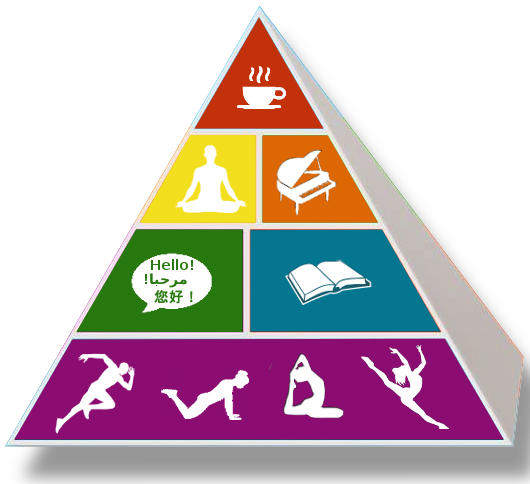
Actividades buenas para la salud mental y la mejora cognitiva.

La neuróbica, también conocida como gimnasia cerebral y gimnasia mental, es un conjunto de ejercicios, problemas y rompecabezas mentales que mejoran el rendimiento del cerebro, aunque es muy pronto para que alguna evidencia científica apoye esta idea. El término  neurobics lo acuñaron el neurobiólogo Lawrence Katz y Manning Rubin para describir ejercicios mentales diseñados para mantener al cerebro alerta, y fue popularizado por Lawrence Katz en 1999. Se presume que la estimulación sensorial y actividades como acciones y pensamientos inusuales producen más sustancias químicas del sistema neurobiológico del cuerpo que estimulan el crecimiento de nuevas dendritas y neuronas en el cerebro. Las acciones rutinarias son tan automáticas en una persona que la mayoría de las acciones se realizan en gran medida de forma inconsciente. Tales acciones automatizadas o inconscientes requieren una menor actividad en el cerebro, y menos ejercicio. Con la ayuda de ejercicios neuróbicos, se afirma que se puede estimular el cerebro. Un ejemplo de un ejercicio neuróbico es llevar a cabo una acción rutinaria, como marcar un número de teléfono o cepillarse los dientes con la mano contraria a la habitual. Otros neurobiólogos sugieren que la neuróbica puede retardar el envejecimiento del cerebro.

## Ejemplos
Realizar actividades de la vida cotidiana con la mano contraria (Véase hemisferio dominante), como por ejemplo cepillarse los dientes, cortar algún alimento, escribir, etcétera, ayuda a desarrollar la lateralidad cerebral.
Cambiar de rutas para ir al trabajo, casa, escuela, rompe con las actividades rutinarias inconscientes y crea nuevas opciones. 
Cambiar las cosas de espacio, ya que, al saber dónde está todo, el cerebro ya construyó un mapa y realiza un menor esfuerzo.
Armar un rompecabezas o, mejor aún, taparse un ojo mientras se realiza, esto hace que se pierda la percepción de profundidad, por lo que el cerebro tendrá que confiar en otras vías.[cita requerida]
El movimiento es indispensable para el aprendizaje. Al haber movimiento combinado con conocimiento, el aprendizaje será más notorio, y es más fácil aprender a bailar que aprender a escribir; es, por lo tanto, más fácil aprender las tablas de multiplicar cantando que solo recitando.
La gimnasia cerebral prepara al cerebro para recibir, crea las condiciones necesarias para que el aprendizaje se lleve a cabo de manera integral y significativa. Se aprende mejor moviéndose e interactuando con otras personas.
Algunos ejercicios propuestos por Luz María Ibarra son los siguientes:
Sentado sobre una silla, tensar todos los músculos, empezando por la punta de los pies, apretar los puños, cerrando los ojos, tomar aire, retenerlo 10 segundos, exhalar y aflojar todo el cuerpo. Con este ejercicio se logra la atención cerebral, provoca una alerta del sistema nervioso, mayor concentración y ayuda en el manejo del estrés. 
gritar fuertemente durante un minuto activa el sistema nervioso, permite que fluyan las emociones, incrementa la capacidad respiratoria, disminuye notablemente el estrés. 
Realizar marchas motoras cruzadas: por ejemplo, con el codo derecho tocar la rodilla izquierda y viceversa; hacerlos lentamente, usar música barroca. Al realizarlo, se activan y se comunican ambos hemisferios y se prepara al cerebro para un mayor nivel de razonamiento.[cita requerida]